# 傑克·雷恩
约翰·帕特里克·雷恩荣誉爵士（英語：John Patrick Ryan, Sr）是一位出现在多部汤姆·克兰西创作的小说及由此改编的电影中的虛構人物，同時為該作的主角。
雷恩於1950年在巴尔的摩出生，毕业於海军陆战队波士顿军官学院，后由于直升机坠机事故因伤退役。随后从事投资经纪人事业，并在此间认识了时为医学院学生，后来成为眼科医生的凱西·穆勒。雷恩夫妇后来生育了四个孩子。雷恩后来加入美国海军军官学院从事学术教育工作。之后，雷恩受推荐短期加入中央情报局，在撰写情报文件的同时，开发出一套新的反间谍情报机制。回到学术领域后，雷恩到伦敦进行了一次调研差旅，此间无意中卷入并制止了一次针对皇室的刺杀阴谋。回美国后，雷恩最终接受了中情局的职位，由于在一系列与苏联的情报战中表现出色，雷恩迅速升职，最终成为中情局副局长。此后雷恩开始从政，在赢得一系列政治角逐后，当选并出任两届美国总统，这也使得在雷恩治下的美国成为太平洋国际冲突的胜利者。

## 个人简介

### 背景
瑞恩的背景在《爱国者游戏》和《红兔子》中有所介绍。他生于1950年，父亲是艾米特·威廉·瑞恩，巴尔的摩警察局的重案组警官，二战退伍老兵。曾效力于美军101空降师，并参加过阿登战役。他的母亲是凯瑟琳·瑞恩，一名护士。书中曾提到过瑞恩有一个阿姨，生活在西雅图。
在从 Loyola Blakefield 中学毕业后，瑞恩进入波士顿学院深造，并获得文学士学位 （主修经济，兼修历史）。毕业后瑞恩加入美国海军陆战队，在等待任命期间，他考取了公共会计证书。
结束在陆战队的训练后，瑞恩被任命为战地指挥官，但不幸的是他的军旅生涯在年仅23岁时就不得不因为一次直升机事故而夭折了。瑞恩乘坐的海军直升机在一次北约军事演习中坠毁在希腊的克里特岛。瑞恩的背部严重受伤，而海军医疗中心的手术并不完全成功，这也让瑞恩的恢复花费了很长时间，期间他还几乎染上了止痛药瘾。他的背部留下了一些永久的疾症，并要在很长的时间里都带着背部支架。从陆战队退役后，瑞恩通过了股票经纪人考试，并在美林银行巴尔的摩办事处找到了一份工作。
在瑞恩的飞机事故发生19个月后，他的父母因坠机在芝加哥国际机场丧生，这使得瑞恩在此后的一段时间里患上了飞行恐惧症。
（根据小说改编的电影「猎杀红色十月」 对此有着不同的描写，电影中将此改为瑞恩在大学的第三年中因坠机受伤，并在病榻上度过了他的第四学年。这实际上是电影编剧自己的演绎。）
在2014年上演的瑞恩系列新片《影子招募》中，对瑞恩的早期生涯有了与原著完全不同的描写。

### 平民生涯
瑞恩的故事开始于《爱国者游戏》，并在《红兔子》中得到发展。 在为客户理财的同时，也开始自己做些投资，瑞恩在一个叔叔处得到关于芝加哥西北铁路的内线消息，使得他在该项目早期投入的10万美元最后收益了600万美元。由于他在工作中的优异表现，美林银行的一位高级副总裁特地到巴尔的摩来与他共进晚餐，想要请他去纽约的总部工作。这位高管叫乔·穆勒，与他一起出现的还有他的女儿，凯西·穆勒，一位在霍普金斯大学医学院学习的学生。杰克和凯西很快坠入爱河并订婚。在一次晚餐中，杰克讲述了他的背伤，凯西随后带他直接找到了霍普金斯医院的神经外科教授罗宾维茨医生，随后，医生用手术治愈了杰克的慢性背痛。瑞恩后来也终止了政府给他的残疾军人补助。凯西之后成为了霍普金斯大学外科教授和眼外科医师。
在净赚到8百万美元后，瑞恩离开了工作四年的公司，开始在乔治华盛顿大学攻读历史学博士学位。在国际政策中心短期工作后，他最终接受了海军军官学院的历史教授职位。

### 第一份中情局工作
通过蒂·姆奥莱利神父的推荐，瑞恩成为中情局的一名顾问，但名义上是受MITRE公司雇佣。杰克同意在兰利工作几个月，并写著了《情报员与情报局》一文，在书中他阐述了由国家资助的恐怖组织就是宣战行为的观点。他还发明了金丝雀陷阱，一种侦测情报泄露的方法，就是故意将有所不同版本的机密情报有意泄露给嫌疑人，由此后的走向判断泄密者。
这些工作上的成就吸引了美国海军中将，中情局副局长詹姆斯格尔的注意，瑞恩的专业水准以及实践经验使得格尔决心力邀他来中情局工作，但是最终瑞恩却拒绝了这份邀请。
瑞恩仍决定继续在海军军官学院任教。一次，他带夫人凯西和女儿莎莉到伦敦出差讲学并渡假，在研究了一天英国皇家海军在二战印度洋战场的成就后，瑞恩步行去公园中和妻女会合。就在此时，他却偶然目睹了暴力组织爱尔兰解放军企图袭击英国王子一家的恐怖袭击，瑞恩挺身而出，一己之力阻止了袭击行动，并击毙了一名恐怖分子，但自己也不幸中弹负伤。
肖恩米勒，被抓获的恐怖分子发誓要向瑞恩复仇，但考虑到他的余生都要在阿巴尼监狱中度过，这种威胁看起来没有实际价值。在被女王伊丽莎白二世授勋后，瑞恩回到美国。此时，爱尔兰解放军却在肖恩米勒的转移途中成功劫狱，而瑞恩也就成了他们复仇的目标。

### 中情局生涯
在《爱国者游戏》一书中，格尔将军在杰克瑞恩回到美国后，再次邀请他加入中情局进行追踪打击恐怖分子的情报分析工作，瑞恩最初拒绝了，直到发生了爱尔兰解放军的恐怖分子袭击了瑞恩一家的事件。在袭击中，瑞恩的太太和女儿都多处受伤，在这之后瑞恩决定加入中情局。在瑞恩为来访的英国王子举行家宴时，恐怖分子再次有备来袭，却在瑞恩，王子和瑞恩的好友美国海军指挥官杰克逊的通力合作下被挫败，参与袭击的米勒等恐怖分子被一网打尽。随后，瑞恩被安排到了中情局伦敦办事处，与英国情报机构一起合作。
在《红兔子》一书中，瑞恩伦敦之行的主要任务之一是协助一名KGB的情报通讯官叛逃，该通讯官掌握了有关KGB首長尤里·弗拉基米羅維奇·安德罗波夫企图暗杀教皇保罗二世的重要情报。虽然瑞恩和英国特工成功协助“兔子”叛逃到西方，但却没有能制止对教皇的袭击。所幸的是教皇只受了轻伤，而刺杀者和策划者都被英国情报机构特工打击殆尽。“兔子”的叛逃成功被证明是美国和英国情报机构的重大胜利。瑞恩很快据此研究出了加速苏联崩溃的非军事化策略。
在《獵殺红十月号》一书中， 苏联最顶尖的台风级核潜艇“红色十月号”舰长马克·雷明斯上校指挥這艘最強潜艇企图叛逃，瑞恩识别出了他的計畫，并在英美海军的联合行动中成功的协助潜艇前往美国。
在《克里姆林宫的枢机主教》一书中，瑞恩回到兰利工作。他作为格里尔将军的局长特别助理进行情报工作。格里尔给了他更大的空间和权限，甚至在自己即将退休时让瑞恩来接替自己的工作。瑞恩作为战略核武器消减谈判小组的成员被派往莫斯科工作，在那里瑞恩第一次遇到了塞尔吉·戈洛夫科，来自KGB的新星。瑞恩卷入了极其复杂的星战计划，以及一起新的叛逃事件。这次的主角是中情局在苏联的最高级别情报员“枢机主教”，苏联国防部长助理上校菲利托夫。瑞恩甚至亲自和KGB局长格拉西莫夫会晤，并说服他叛逃出国。虽然瑞恩和戈洛夫科的最初见面是以对手身份，双方甚至持枪相对，但戈洛夫科后来把瑞恩视为值得尊敬的对手，在后期著作中甚至成为了朋友，并根据瑞恩的父名艾莫特给他起了个俄国名字：伊凡·埃米托維奇。在这部书中，瑞恩也遇到了时任苏联总统的纳莫诺夫，并和纳莫诺夫建立了良好的私人关系。
在《迫切的危机》一书中，由于格尔将军罹患癌症住院治疗，瑞恩被提升为代理执行局长执掌中情局。尽管身居高位，瑞恩却没有察觉到一桩由国家安全事务顾问卡特尔将军授权的非法秘密军事行动，该行动锁定了哥伦比亚大毒枭，而这通常是应该由执法机关来解决的。瑞恩与联邦调查局合作，解救出了被困在哥伦比亚的军事行动小组，这也使得他缺席了格里尔将军的葬礼。在此期间瑞恩和俄亥俄州州长福勒的国际事务助理伊丽莎白·艾奥莉特发生了很多冲突，伊丽莎白是凯西·瑞恩以前的教授，而福勒州长在后续著作中成为角逐美国总统的候选人。
在《恐惧的总和》一书中，瑞恩迎来了他在中情局生涯的最高职位：执行副局长。而他的职业生涯在福勒当选总统和他的情人兼幕后操纵者伊丽莎白出任国家安全事务助理后，受到了严重的威胁。他们不但否定了瑞恩为中东和平进程作出的巨大贡献，而后又在恐怖分子借超级碗决赛之际在丹佛引爆一枚核弹后陷入巨大的恐慌，苏美陷入了即将展开核战的边缘。瑞恩力挽狂澜，通过他与戈洛夫科以及纳莫诺夫之间的私人关系，说服纳莫诺夫这一切都是恐怖分子的诡计并让美苏双方后退一步避免了全面的核战争。之后瑞恩拒绝执行福勒总统向伊朗宗教圣地发射核弹的命令。最终福勒总统因为宪法危机不得不辞职退隐，而瑞恩也在危机过后从中情局退役。（再次，根据原著改编的电影在情节描写上与原著相去甚远。）

### 從政時期
在《美日開戰》一书中，以賢明的手段粉碎日本的陰謀，美軍轟炸日本、奪回關島及癱瘓日本的核子飛彈。
在《總統命令》一书中，一日本客機對美國國會大廈發動自殺式襲擊，總統及多數高官當場遇難，臨危受命成為總統，並與伊朗發生戰爭。
在《熊與龍》一书中，與俄國攜手合作，對抗中國並贏得戰爭。

## 個人資料
本名：約翰·派屈克·「傑克」·雷恩
- 前美國總統。
- 俄文名：伊凡·埃米托維奇

在美国海军学院任教期間，於英國倫敦旅行途中，拯救了遭恐怖份子襲擊的英國皇太子，之後與英國皇室關係非常良好。因此被授予大英帝國維多利亞勳位二等勳爵士（骑士），舊大英帝國領地中將於姓名冠上「爵士」的稱號。之后擔任CIA情報分析官並且時常參與執行現場工作。在世界各國執行任務。其中有代表性的是「紅色十月號事件」與「哥伦比亚毒品事件」。后與日本間的戰爭中，擔任國家安全顧問並以賢明的作戰手腕取得勝利，当国会大厦受客機恐怖攻擊時，就任副總統後直接成為代理總統。成為總統的雷恩，促使國家的狀況恢復常軌，在遭受伊斯兰教聯合共和國（原伊朗）使用生化武器的恐怖攻擊中與他的妻子、醫學博士、约翰斯·霍普金斯大学醫院的眼科醫師凱西協力作戰，之後亦在有關中國的聲明中表示華府與實統臺灣地區的中華民國恢復外交關係。在俄羅斯與中國間的戰爭中支援俄羅斯，支持其參加北大西洋公约组织等等留名歷史的行動。
現在（最新小說：老虎牙的時間點）已經退休並為自傳執筆中。

## 經歷
- 父親是艾密特·威廉·雷恩（Emmet William Ryan）、第二次世界大戰的退伍軍人（於陸軍101空降師服役）、警官。母親是凱撒琳·柏克·雷恩（Catherine Burke Ryan）、護士。
- 愛爾蘭裔、天主教徒（與湯姆·克蘭西背景相同）。
- 美國海軍陸戰隊少尉。馬里蘭州羅耀拉高中（湯姆·克蘭西的母校）、波士頓學院畢業，主修經濟、副修歷史。23歲時，因於克里特島發生直昇機意外，產生背痛的後遺症而退伍（爾後經過妻子介紹同在約翰·霍普金斯醫院的脊椎神經科醫師治療矯正後痊癒）。
- 進入美林證券服務，成為證券交易員。
- 安那波利斯美國海軍學院助理教授。
- CIA顧問，研擬「捕蝶網」計畫。
- 阻止英國皇室暗殺事件。（《愛國者遊戲》）
- 進入CIA，派駐英國密情局。阻止教宗遭暗殺。（《紅兔子》）
- 协助蘇聯最新型飛彈原子潛艇「紅色十月號」叛逃任務中擔任重要角色。（《猎杀红色十月》）
- CIA情報本部高級分析官
- 協助蘇聯主席格拉西莫夫和CIA高级间谍，代号“枢机主教”的菲利托夫逃亡成功，在此次事件中建立起和苏联最高领导人奈莫诺夫的私人关系。（《克里姆林宮的樞機主教》）
- CIA情報副局長特別助理
- CIA代理情報副局長（《迫切的危機》）
- CIA情報副局長，处理丹佛核恐怖事件，最终阻止核子戰爭發生。（《恐懼的總和》）
- 成功規劃矽化工業（Silicon Alchemy）股票上市（IPO），掌握20%的股權。
- 國家安全顧問（《美日開戰》）
- 癱瘓日本的核子飛彈。取回關島。
- 副總統（代理总统）
- 總統
- 防禦伊斯蘭聯合共和國達裡埃師的攻擊。（《總統命令》）
  - CIA情報殊勳獎3回
  - 妻子是卡洛琳·「凱西」·雷恩，眼科醫師，維吉尼亞大學教授。雷射醫療權威。之後擔任約翰·霍普金斯大學教授。獲得美國最高醫學獎（拉斯克獎、實際存在）。
  - 著作「海上鬥士（Fighting Sailor）」威廉·海爾賽上將的傳記。

## 登場小說
- 1984年《獵殺紅色十月》
- 1987年《愛國者遊戲》
- 1988年《克里姆林宮的樞機主教》
- 1989年《迫切的危機》
- 1991年《恐懼的總和》
- 1994年《日美開戰》
- 1996年《總統命令》
- 2000年《熊與龍》
- 2002年《紅兔子》
- 2005年《老虎牙》

## 電影
- 1990年《獵殺紅色十月》：亚历·鲍德温飾演傑克·雷恩。
- 1992年：傑克·雷恩改由哈里遜·福特飾演。
- 1994年：繼續由哈里遜·福特飾演。
- 2002年《恐懼的總和》：角色改由班·艾佛列克飾演。
- 2014年《傑克萊恩︰詭影任務》：重啟電影。主要是獻給於2013年10月1日過世的克蘭西。由克里斯·潘恩主演傑克。

## 電視劇
2015年9月22日，Deadline宣布卡爾頓·庫斯和葛拉罕·羅蘭將與麥可·貝的製片公司白金沙丘、派拉蒙電視公司、亞馬遜公司合作推出傑克·萊恩的電視劇。2016年4月29日，Deadline報導，約翰·卡拉辛斯基將在此系列中主演傑克·萊恩。